# Szamária (település)
Szamária (héberül: שֹׁמְרוֹן [„Somron”], ógörögül: Σαμάρεια [„Szamareia”]) az ókori Izraelnek egyik legjelentősebb városa, illetve az északi királyságnak a fővárosa volt a Kr. e. 9-8. században. A korai római időszakban a várost Nagy Heródes bővítette és megerősítette és Augustus császár tiszteletére Szebasztiának (latin: Szebaszté) nevezte el.
Az ókori Szikem városától mintegy 12 km-re és a mai Náblusztól kb. 8 km-re északnyugatra fekszik.
A hagyomány szerint itt temették el Keresztelő Jánost és Abdiás prófétát.
Római és hellén kori romok, illetve Izráel-kori falak, Akháb (Aháb) király palotájának a maradványai ma is láthatók.

## A város alapítása
A bibliai hagyomány szerint Szamária városát Omri király alapította. Az 1Kir 20:34 szerint egy bizonyos Semertől vásárolta a hegyet, amelynek tetejére építtette a várost. Omri Kr. e. 884-től volt király; királyi éveiből azonban az első hatot Tircában töltötte. A későbbi asszír források Omri házának nevezik az egész északi királyságot, ami mutatja Omri házának – és ezzel együtt Szamáriának is – a jelentőségét.

## Régészeti kutatások
A várost két jelentős archeológiai kutatás keretében tárták fel a 20. században.
Az első ásatások 1908-ban kezdődtek a Harvard Egyetem pártfogásával. Kezdetben Gottlieb Schumacher irányította a munkálatokat, majd 1909-ben és 1910-ben George Andrew Reisner vette át ezt a feladatot Clarence Stanley Fisher és  David Gordon Lyon közreműködésével.
A második feltárási szakaszt „Joint Expedition” („Közös Ásatás”) néven emlegetik. Ezt egy több intézményt képviselő konzorcium vezette, amelynek fő intézményei a The Palestine Exploration Fund, a British School of Archaeology in Jerusalem és a Hebrew University. Ez az ásatás 1931 és 1935 között zajlott, vezetője John Winter Crowfoot volt, Kathleen Kenyon, Eleazar Lipa Sukenik és Grace Mary Crowfoot segítségével.
Később, az 1960-as években még voltak apróbb, kismértékű kutatások a területen, melyeket Fawzi Zayadine irányított, a Jordániai Régészeti Minisztérium nevében.

## Régészeti emlékei
Az ásatás területén talált legkorábbi emlékek kő olajprések, amelyeket Kenyon eredetileg a kora bronzorra datált. Később ezt a megállapítást többen is felülvizsgálták: először Strager, majd Franklin bizonyította be, hogy ezek valójában kora vaskori leletek.
A közelmúltban a palota alatt két faragott sírkamrát fedeztek fel, és Omri, illetve Aháb sírjaként azonosították őket.
A város ma ismert fala az építkezés második szakaszából származik; ugyancsak ebben a korszakban épült az ún. „Ostraca House” is.
A két egyértelműen legfontosabb lelet a Szamáriából, Omri palotájának területén, a padlón szétszórt törmelékekből előkerült elefántcsont darab és egy egyiptomi kőváza töredéke. Az utóbbin olvasható annak a fáraónak a neve (Oszorkon), aki az illatos olajjal telt vázát Ahábnak vagy valamely más királynak küldte. Ez a váza segítséget nyújtott a többi lelet datálásában is; mivel tudjuk, hogy Oszorkon i. e. 874-től 850-ig uralkodott. Ezen felül ezek a leletek árulkodnak az ősi héber nyelvről és írásról, valamint az akkori adózási rendszerről is. Ám ami ezen kívül még fontosabb, hogy a Szamária körüli topográfiai viszonyokról is tartalmaznak információt. Olyan helynevek állnak rajtuk, mint Yasith, Yahib vagy Qosoh, melyek a Bibliában nincsenek megemlítve.
Egy másik helyen, egy raktárszerűségben, egy sereg elefántcsont faragvány töredékét találták meg, amelyek eredetileg fabútorok borítására és díszítésére szolgálhattak. Feltételezések szerint ezek a leletek Aháb híres elefántcsont palotájához tartozhattak.
Egy 63 darabból álló cseréptörmelék-csoportot találtak az egyik közigazgatási intézmény raktárszobájában. Ezek az adminisztratív szövegek a vidékről Szamáriába – feltehetően adóként – küldött olaj és bor szállítmányokat sorolják fel. Feljegyezték az évet, a szállítmány származási helyét, egy személy nevét (valószínűleg a királyi hivatalnokét), azt, hogy ki vette át a szállítmányt, és a javak típusát is (például: régi/öreg bor vagy fürdőolaj).

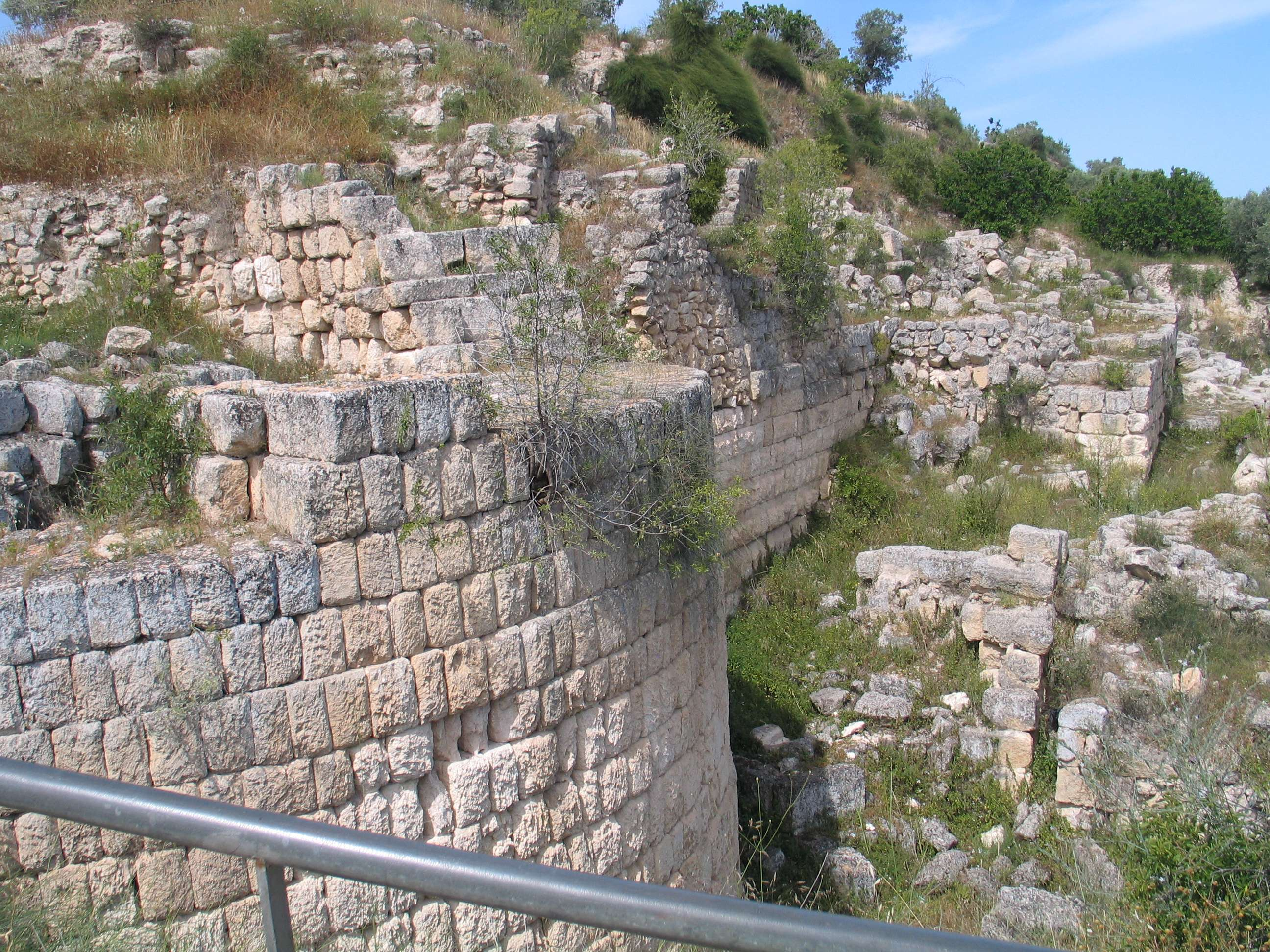
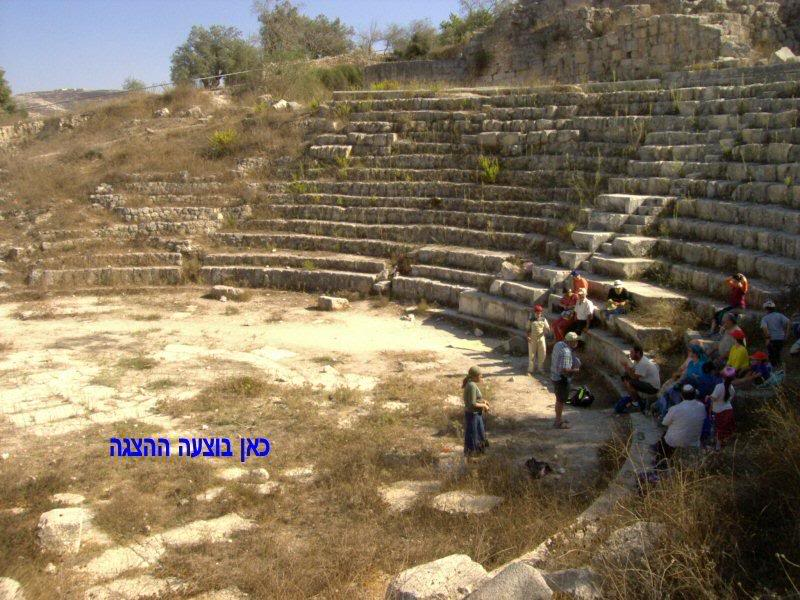
Római kori romok
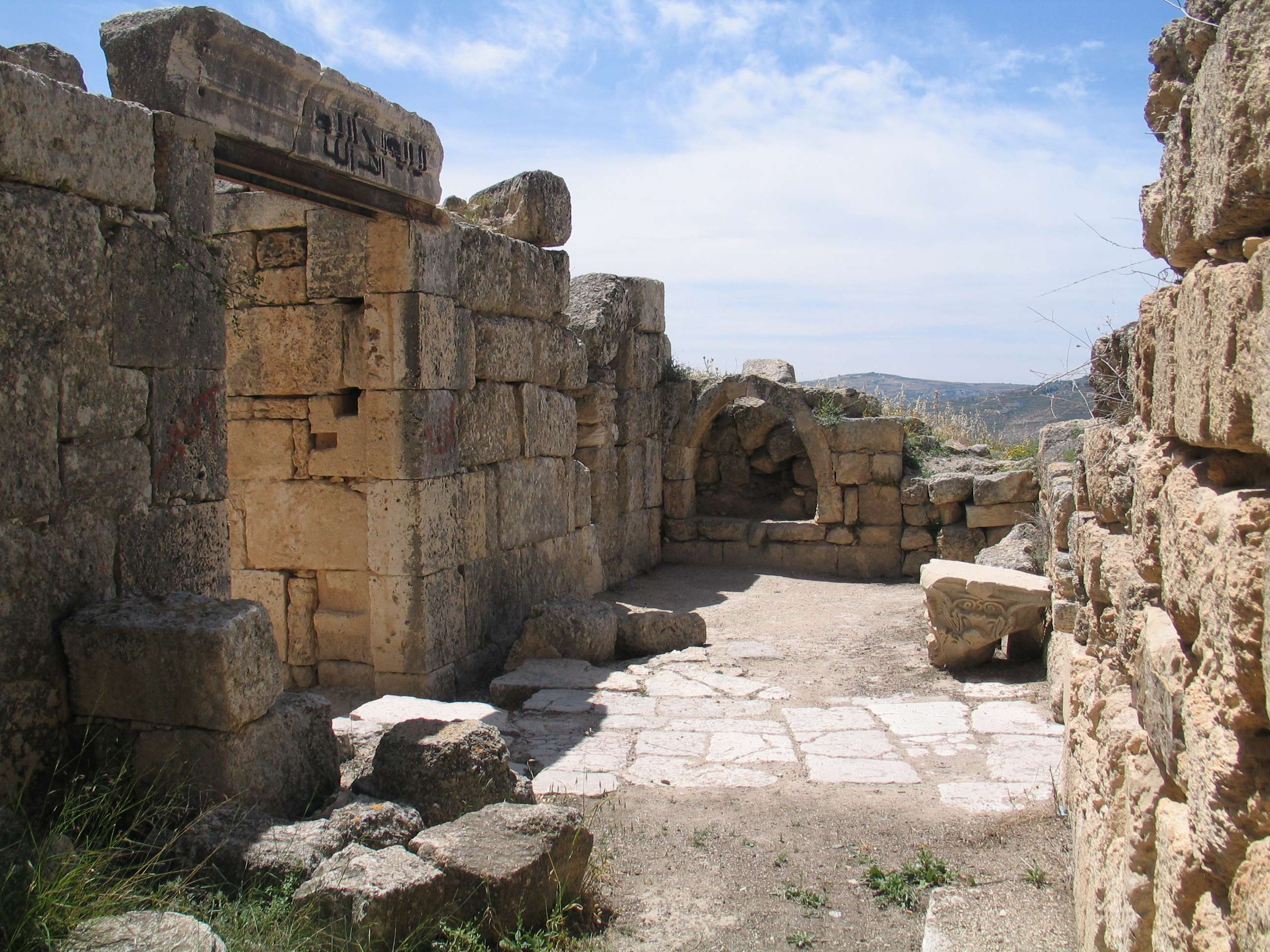
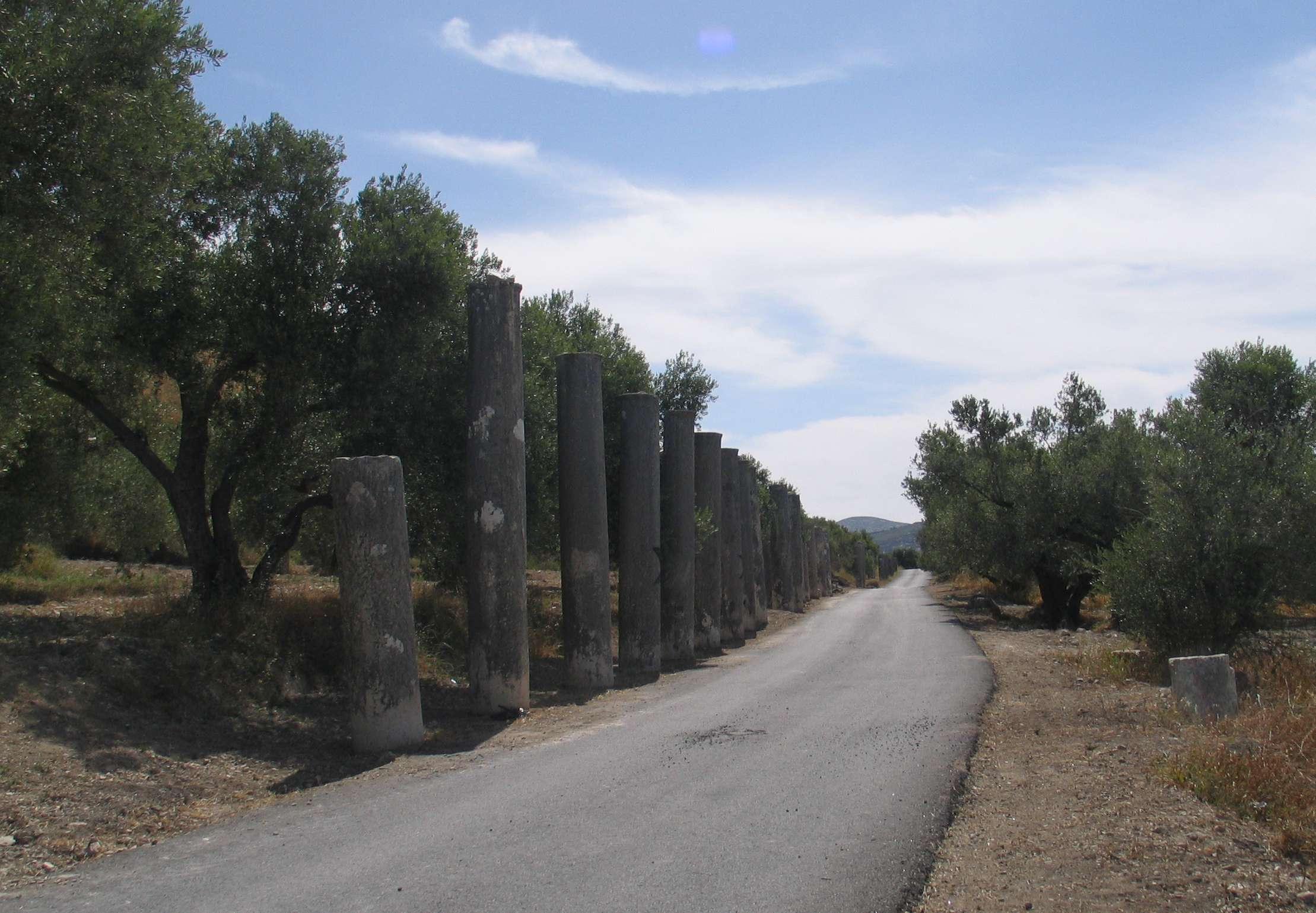
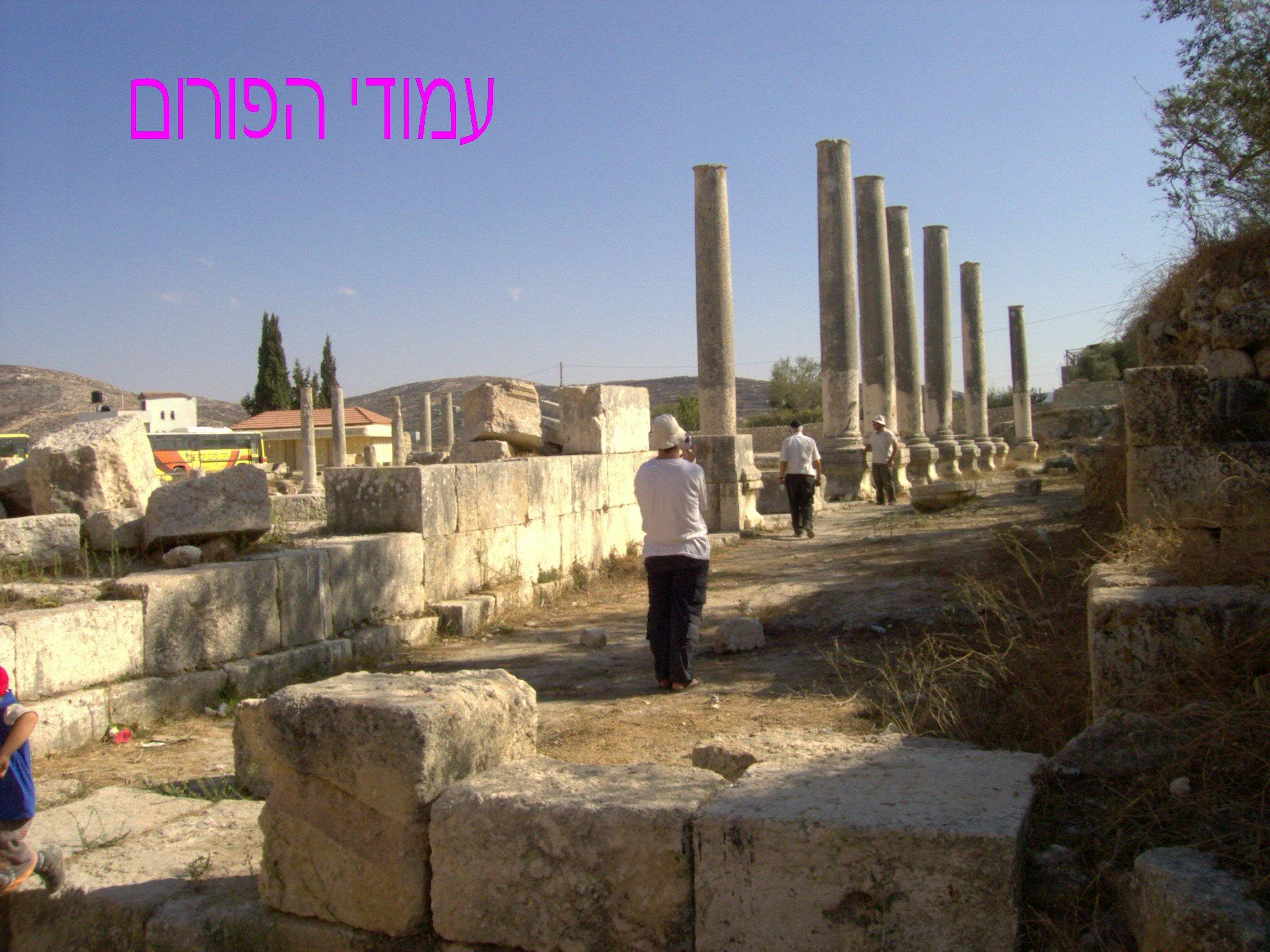
Római kori romok
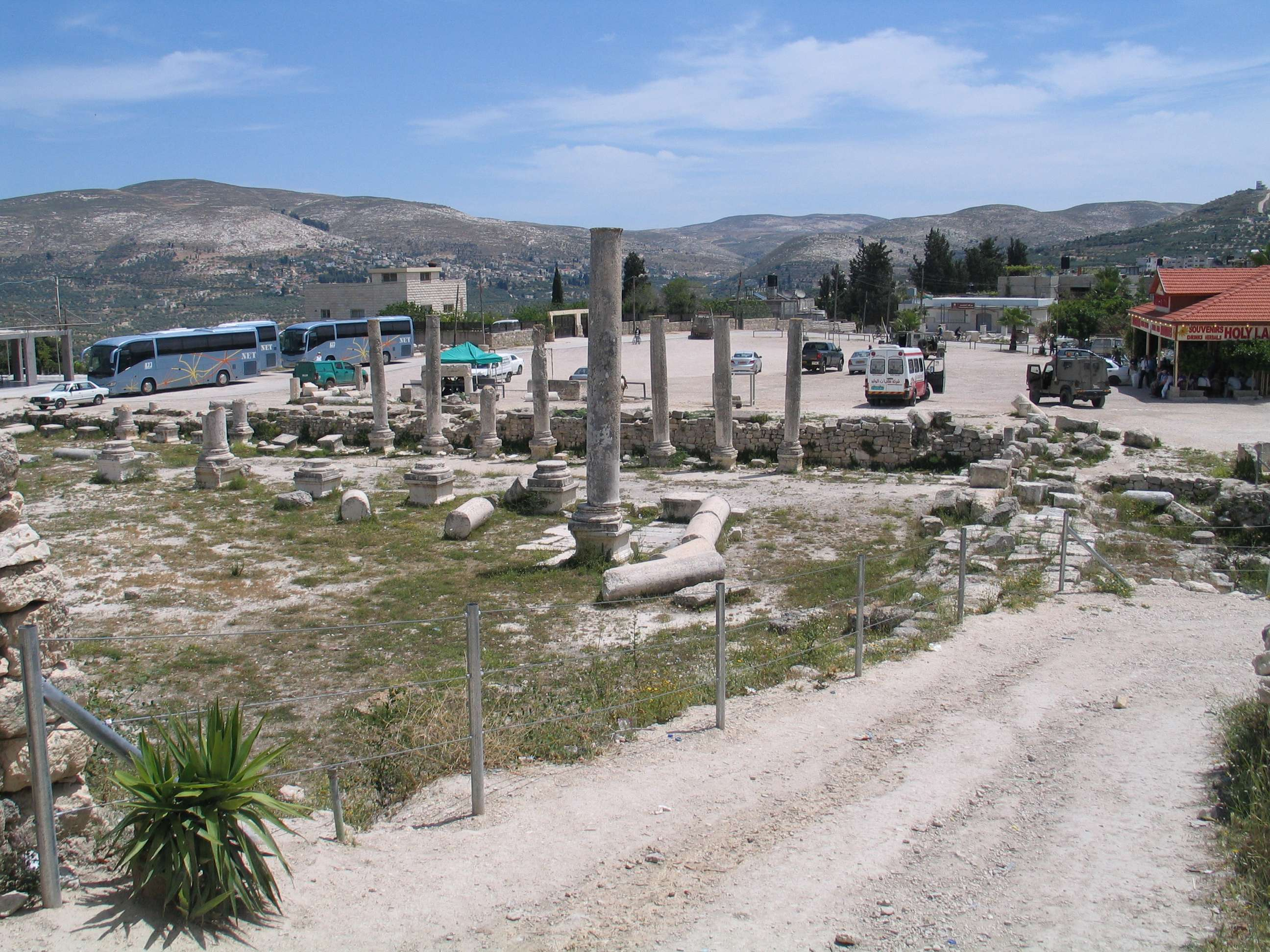
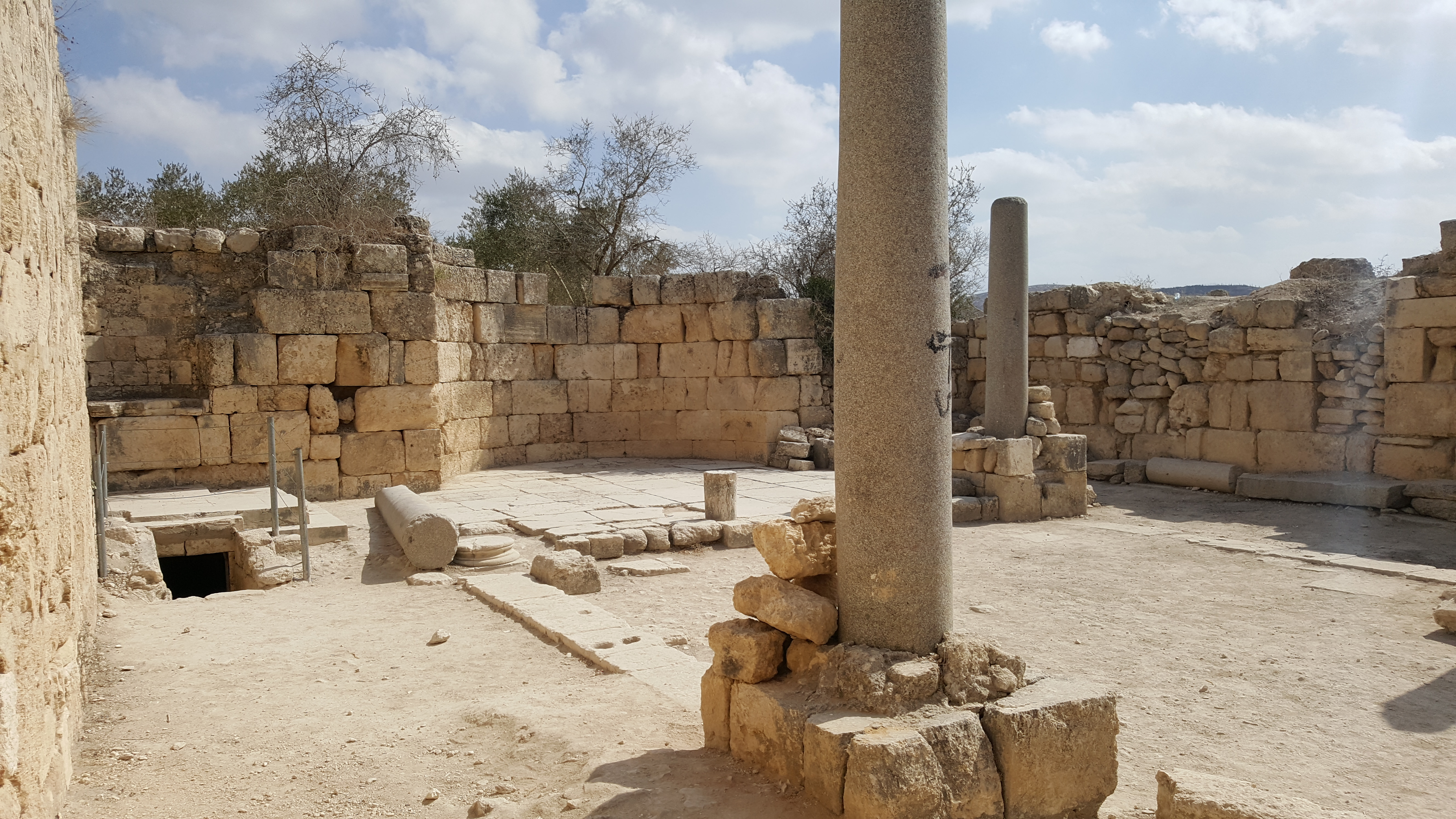

## Bibliai vonatkozásai
Az alapítás történetén túl Szamária városa többször is szerepel a Héber Bibliában.
1Kir 16:21-24. A Biblia említést tesz a város alapításainak körülményeiről. Izrael népe két pártra szakadt, az egyik fél Tibné, a másik Omri pártjára állt. Azonban az Omri pártiak erősebbek voltak, így ők kerültek ki győztesen, Omri lett a király. Hat évig Tircában uralkodott. Azután megvette Semertől Szamária hegyét két talentum ezüstért, majd a hegyet beépítette és azt a hegy gazdájáról Szamáriának nevezte el.
1Kir 16:28. Omri temetése Szamáriában – ez a vers ad alapot a kutatóknak arra, hogy a fellegvárban talált sírkamrák egyikét Omrinak tulajdonítsák.
1Kir 16:32. A Biblia említést tesz egy Baál tiszteletére emelt templomról, amelyet Szamáriában emeltek.
1Kir 22:35-40. Omri fiát, Ahábot is Szamáriában temették el; ugyanitt említésre kerül az elefántcsont palota is.

## Történelme
A királyok könyve csak vázlatos képet ad az önálló izraeli királyság első évtizedeiről. Zavaros előzmények után Izrael népe a hadsereg akkori parancsnokát, Omrit kiáltotta ki királlyá (1Kir 16:21–22).
Omri házának uralkodói voltak az első olyan északi királyok a Bibliában, akiknek sikerült megvalósítaniuk a dinasztikus öröklést három generáción keresztül. Omri és Aháb volt az izraeli történelem első két olyan alakja, akiket az ókori Közel-Kelet Biblián kívüli forrásai is említenek. Sőt, még jóval azután is, hogy az Omri-házbeli uralkodók már letűntek a színről, az asszír feljegyzések még mindig úgy emlegették Izraelt, mint „Omri országát”.
Az Omrida uralkodócsalád Szamáriába költözése előtti időkről nem sokat tudunk. Valószínűleg a hegy előző tulajdonosának lehettek itt tanyái, gazdaságai.
Omri i. e. 884-ben lett király, és uralkodása tizenkét éve alatt új fővárost épített magának, Szamáriát. Megalapozta dinasztiájának további uralmát. A Biblia azt írja, királyi éveinek első hat évét Tircában töltötte (1Kir 16:23), majd ezt követően tette át a fővárost Szamáriába. Uralkodása alatt az ország megerősödött, többek között szövetségre lépett Föníciával, és a moábita Mésa-sztélé is megemlékezik róla. A deuteronomista történetírás azonban mindössze két mondatot szentel uralkodásának: „azt tette, amit rossznak lát az Úr, rosszabb volt minden elődjénél”; illetve „mindenben Jeroboámnak, Nebát fiának az útján járt […] hiábavalóságokkal bosszantva az Urat, Izráel Istenét” (1Kir 16:25–26).
Omri halála után fia, Aháb lett a király (i. e. 874–853), aki egy föníciai hercegnőt vett feleségül (1Kir 16:31). Uralkodása alatt kiterjedt építkezések kezdődtek Szamáriában, amelynek keretében egy templomot is emeltek Baálnak. Politikájának kulcsfontosságú része volt a Szamária körüli területek ellenőrzése, hiszen itt futottak a legjövedelmezőbb kereskedelmi útvonalak, és innen származott a katonai hadjáratokhoz szükséges emberanyag is. Szamária geopolitikai pozíciójának megerősödését mutatják az Arám-Damaszkusz ellen vívott háborúk, amelyek Aháb győzelmével és Arám-Damaszkusszal kötött szövetségkötéssel végződtek (1Kir 20:1–34).
Aháb halála után fia, Ahazjá került trónra, ám ő csak rövid ideig uralkodott (i. e. 853–852), mivel megbetegedett, majd meghalt (2Kir 1:2kk). Ezt követően Jórám lépett trónra (i. e. 852–841), akivel véget is ért az Omri-ház összesen 40 évig tartó uralma.
Az omridák hatalmát Jehu (i. e. 842–814) döntötte meg, kiirtva az egész dinasztiát és Szamáriában lerombolva Baál házát. Asszír feljegyzésekben találkozhatunk a nevével, adót fizetett III. Sulmánu-asaridunak. Utóda, Joaház alatt Izrael vereséget szenvedett Arámtól, és Szamária ostrom alá került. Joaházt 800-ban fia, Jóás követte a trónon; ő sikeresen vívott háborút Arám-Damaszkusz ellen, és Jeruzsálemet is megostromolta: a város falainak egy részét lerombolta, és Szamáriába hurcolta a templom és a királyi palota kincseit (2Kir 14. rész). Fia, II. Jeroboám (i. e. 784–747) 41 éves uralkodása alatt Szamária elérte gazdasági és politikai fénykorát. II. Jeroboám leigázta Damaszkuszt, és elfoglalta a Jordántól keletre eső területeket is.
II. Jeroboám halálát követően zűrzavaros időszak következett Szamáriában: egy éven belül két államcsínyt és királygyilkosságot (Zakariás és Sallum) is megélt a város, míg végül Menáhem lett a király. Szamária hátralévő két évtizedét növekvő asszír nyomás határozta meg. Menáhem uralkodása idején (i. e. 747–737) az asszírok betörtek Izráelbe és deportálták a lakosság egy jelentős részét; Menáhemnek pedig nagy összegű hadisarcot kellett fizetnie. Fiával, Pekahjával (i. e. 737–735), kétéves rövid uralmat követően, a testőre, Pekah végzett, aki maga lett rövid időre a király (i. e. 735–732). Uralkodása alatt Szamária asszír-ellenes koalícióra lépett Damaszkusszal, és megostromolták Jeruzsálemet. A Júda segítségére siető Tukulti-Apil-Ésarra elfoglalta Damaszkuszt és az Izráeli királyság nagy részét is, lakosságukat pedig deportáltatta. Pekah uralkodásának Hóseás vetett végre, aki maga ült a trónra Szamária utolsó királyaként (i. e. 732–723). Hóseás uralkodása első éveiben az asszír uralkodó adófizető vazallusa volt; később azonban fellázadt ellene, ezért i. e. 726-ban V. Sulmánu-asarídu ostrom alá vette Szamáriát. Az ostrom 3 évig tartott, és rengeteg emberéletbe került; végül az asszírok elfoglalták a várost, Hóseást elfogták és börtönbe vetették, Szamária lakosságát pedig deportálták és a helyükre idegen népeket telepítettek be; a megmaradt zsidókkal keveredve ők lettek a későbbi szamaritánusok. Az asszír feljegyzések 27 200 főre teszik a deportált lakosok számát.
Szamária elpusztításával együtt véget ért a bibliai északi királyság története is. Az asszírok újjáépítették, és tartományi fővárossá tették meg Szamáriát. Az asszír uralkodó, Sarrukín, győzelmi emlékművet állított fel Szamáriában és máshol is az országban, ezekből azonban csak összetört darabok maradtak ránk.
A hellenisztikus korban éledt igazán újjá Szamária. Ekkor építették újjá az akropoliszt, és többek közt erős körbástyát is építettek a védelmére.
Utolsó virágkorát a római korban élte, amikor Nagy Heródes pazarul újjáépíttette, egészen hellenista stílusban: stadionnal, színházzal, oszlopos főutcával és fórummal. Augustus császár tiszteletére templomot is építtetett (amelyet később földig romboltak, és csak a templomba felvezető pár lépcsősor maradt meg). A várost Augustus császár nevének görög megfelelőjéről Szebaszténak nevezte el. E névnek az emlékét őrzi az egykori város keleti szélén épült arab falu, Szebasztije.

## A város és a palota
Szamária városát egy hegytetőre építették. A hegy közvetlen közelében gazdag mezőgazdasági lelőhelyek találhatóak, s a kor fontos kereskedelmi útvonal mentén feküdt. Néhány lelet arra utal, hogy a környéken már Omri előtt is éltek itt; egy kis izraelita falu vagy tanya állhatott a helyén az i. e. 9-8. században.
Akárhogy is, Omri és udvara i. e. 880 körüli ideköltözésekor a korábbi település épületeit lerombolták, és a hegy tetején egy fényűző palotát építettek, külön házakkal a szolgáknak és az udvari tisztviselőknek. A Biblia kifejezetten hangsúlyozza, hogy Omri megvásárolta ezt a földterületet új fővárosa számára; ez arra utalhat, hogy az egész város királyi tulajdonnak számított, és ezáltal a fővároson belül az uralkodóház kevésbé függött az általános támogatottságtól, mint a városon kívül.
Szamária dombja, amelyet Omri új fővárosa helyszínéül választott, magasságával nem tűnt ugyan ki, ám a környező vidéktől elszigetelten helyezkedett el. Így a nagy kiterjedésű hegytetőt meg lehetett úgy erősíteni, hogy kiváló védelmet nyújtson. Szamária fekvése ezen felül a nemzetközi kapcsolatok, különösen az északkal és nyugattal való kereskedelem szempontjából is sokkal szerencsésebb volt Tircáénál; Szamária ugyanis jóval közelebb feküdt a Palesztinán áthaladó legfőbb észak-déli útvonalhoz. Az Omri és Aháb korában épített, illetve megerősített, hasonló építészeti stílust felvonultató városok mind fontos kereskedelmi vagy hadi utak mentén álltak.
A szűk hegytető azonban később kicsinek bizonyulhatott a nagyszabású királyi építkezés számára, így az építkezés második hulláma egy, a korban merésznek számító újítással kezdődött: az építők egy mesterséges platformot emeltek a hegy tetején. A hegy köré kazamata-technikával óriási falat húztak, amelynek magassága helyenként elérte a 6 métert is; ezt követően a fal által rajzolt 2 hektár területű, téglalap alakú területet földdel töltötték fel.
A mesterséges fennsík egyik szélén egy hatalmas és pompás palota állt. Noha az Omrida palotát csak részben tárták fel, alaprajzának elég nagy része került felszínre ahhoz, hogy kikövetkeztessék a központi épület méreteit, amelyet kutatók nagyjából 2000 m²-re becsülnek. Csiszolt és pontosan illeszkedő kőtömbökből épült a külső fala, mely építészetileg egyedülálló díszítéseket viselt.
A palotát több közigazgatási épület vette körül, de az udvar nagy része beépítetlen maradt. Lakóházak és egyéb magánépületek helyett jobbára középületek álltak és meglehetősen gyéren lakták, ami azt jelzi, hogy elsősorban közigazgatási központként szolgált. Szamária lakosainak házait az akropolisz alatti hegyoldalra építették. Az akropolisz nyugati oldalán, a korai belső fal és a későbbi bástyaboltozat között egy közigazgatási intézmény magasodott, amelynek keleti oldalában raktárhelyiségek voltak.
Szamária építészete – más, korabeli fővárosokhoz hasonlóan – az Omri-ház hatalmát és tekintélyét volt hivatott sugározni. A palota elrendezése a régészeti kutatások alapján szír mintát követ. Ez az elrendezés egyedülálló Izraelben; még Jeruzsálemben sem találunk hozzá hasonlót.

## Napjainkban
1948-ban az első arab–izraeli háború után, a terület Jordánia ellenőrzése alá került.
1967-ben, Izrael megszerezte Jordániától a területet a hat napos háborúban.
Izraelt sokan kritizálták a Szamáriában új településeket létrehozó irányelvéért, a terület pontos határai a mai napig vitatottak.